# Pulserende brander
Een pulserende brander (Engels: pulse combustor) is een verbrandingskamer waarin de verbranding discontinu verloopt; een reactiefase wordt afgewisseld met een fase waarin de reactie even ophoudt.
Pulse is dus geen continue verbranding.
Het woord verbranding dekt de lading niet geheel. De snelheid van de omzetting van het brandstof - luchtmengsel ligt vele malen hoger dan de maximale verbrandingssnelheid. Feitelijk bestaat pulserende verbranding uit een zeer snelle successie van elkaar opvolgende explosies (0,1 tot 2000 per seconde).

## Werkingsprincipe
Tijdens het starten, blaast een ventilator lucht (of perslucht) in de explosiekamer, tevens wordt de ontsteking in werking gesteld en brandstof toegelaten. Op het moment dat de explosielimiet bereikt wordt zal het mengsel exploderen. Als gevolg van deze explosie zal de druk oplopen en beginnen de gassen te expanderen door de inlaat- en de uitlaatpijpen. Omdat de uitlaatpijp een langere lengte heeft dan de inlaatpijp zal er, als gevolg van de massatraagheid van het uitlaatgas waardoor het zich gedraagt als een zich verplaatsende zuiger, een onderdruk in de explosiekamer gecreëerd worden. Deze onderdruk zuigt nieuwe lucht en brandstof aan en zorgt er zelfs voor dat de uitlaatgassen van richting omkeren en terug naar de explosiekamer gaan stromen. In de explosiekamer zal het nieuwe mengsel botsen met deze, nog steeds hete, uitlaatgassen. Druk en temperatuur nemen toe; een nieuwe explosie zal het gevolg zijn. Dat maakt de cyclus compleet.
Ventilator en ontsteking zijn niet meer nodig voor het proces en kunnen worden uitgeschakeld. De combustor “loopt” zonder enige vorm van hulpenergie, meer of minder zoals een dieselmotor.
In het lagere vermogensspectrum, van 10 tot 100 kilowatt wordt de inlaat vaak afgesloten met door de gasstroom bewogen terugslagkleppen. Voor grotere vermogens, 100 kW tot 10 megawatt, worden meestal geen mechanische kleppen gebruikt maar zogenaamde aerodynamische kleppen. Aldus zijn er in het geheel geen bewegende delen noodzakelijk.
Van de brander kun je ook een tweetraps-brander maken, waarbij de brandstof van de tweede trap anders kan zijn dan de eerste trap. Hierbij zijn brandstoffen denkbaar in gasvormige, vloeibare of vaste vorm. Hierbij is de capaciteit van de tweede trap tot circa 10× groter te maken dan de eerste trap. De eerste trap is dan de zogenoemde pulse brander en de tweede de gepulste brander.

## Voorbeelden
Een voorbeeld van toepassing van de kleppenbrander is het Duitse V1-wapen uit de Tweede Wereldoorlog.  
In de voormalige Sovjet-Unie werd de ongedempte pulserende brander gebruikt om de olieleidingen die door Siberië gelegd werden voor het lassen voor te verwarmen. En in de loop der jaren zijn er meerdere bedrijven die getracht hebben om met de vele toepassingsmogelijkheden van de brander geld te verdienen. Dit is nooit echt geslaagd.
Het meest eenvoudige voorbeeld van de kleppenloze branders is wel de Rijkebuis van Pieter Rijke, een rechte pijp met op ¼ van de lengte een verbrandingshaard. Als deze goed genoeg brandt, gaat hij vanzelf pulseren. Een voorbeeld is de potkachel, deze begint als hij goed opgestookt is op een gegeven moment te "brullen". Dit is ook een pulserende verbranding.

## Voordelen van de pulserende verbranding
- verbranding automatisch volledig
- laag tot geen koolmonoxide (CO)
- stikstofoxiden (NOx) bevat.  (De hoeveelheid NOx is zeer laag omdat NOx tijd nodig heeft om te ontstaan en dat is iets dat er bij pulserende verbranding weinig is. De benodigde uitbrandruimte (branderkamer) is aanzienlijk kleiner dan bij conventionele atmosferische branders.)
- korte uitbandruimte
- hoge vermogens in kleine ruimte
- hoge kinetische energie
- weinig tot geen ventilatoren nodig
- brandt op alle brandbare gassen
- ook op vaste of vloeibare brandstoffen
- relatief lichte installatie
- zowel onder- als overstochiometrisch verbranden
- bij inzetten in productie geeft verhoogde productie en/of verlaging energieverbruik
- geen of bijna geen fundering nodig

Toe te passen bij:
- drogen (zowel inerte al brandbare producten)
- verbranden
- verhitten (direct en indirect)

## Pulsfrequentie
De frequentie is afhankelijk van de vorm van de brander en de uitvoering.  Kleppenbranders hebben lagere frequenties dan kleppenloze branders: circa 50-120 Hz voor kleppenbranders tot 300 Hz of soms hoger voor de kleppenloze brander.
Door deze pulsaties ontstaat een ander groot voordeel voor de producten die verbrand, verhit of gedroogd moeten worden.  De deeltjes worden door de gasstroom heen en weer bewogen, waardoor de grenslaag om het deeltje continu wordt "afgebroken".  Dit heeft tot voordeel dat het deeltje sneller kan verbranden, verwarmen of drogen.

## Nadeel
Een nadeel is het geluid dat deze branders ongedempt maken. 90-140 dB(A) (ter vergelijk: een startende straaljager maakt ook 140 dB(A)). Al is dit ook weg te dempen (denk maar aan een auto zonder knalpot).

## Toepassingen
De toepassingen zijn legio. Er zijn branders (in Nederland) gebouwd van 10 kW tot circa 70 MW. met verschillende toepassingen. Prototypes voor CV, kasverwarming met gebruik van de afvalgassen als CO2 bemesting, zonneboiler, drogers van rioolslib, papierslib, verbrandingsinstallaties (950 °C) van beladen water, naverbranding van gassen en rookgassen, branders voor droogprocessen, dompelbranders op 100% nat biogas voor het gasslot van een biogasreactor, thermische olieverhitters, dompelbranders op diesel om een watervoorraadtank mee te verwarmen. Belangrijke onderzoekers op dit gebied zijn ing. J.G.A.M. Postmes uit Maastricht en ing. W.P. Willems. Hiervoor hebben zij onder andere de stichting Impuls opgericht. Alle kennis is ondergebracht in de stichting.